# サイトコア
サイトコア (Sitecore) は、デンマークに本社を置く、中規模から大規模向けを対象とした .NET に対応した Web CMS ソリューションを提供している会社。アメリカ合衆国、イギリス、ドイツ、オーストラリア、オランダに続いて、2010年1月に日本法人を設立し、.NET に対応した Web CMS のビジネスを展開している。

## コンテンツ管理フレームワーク
Sitecoreの主要製品であるSitecore CMSでは、コンテンツとプレゼンテーションを分離して管理をしている。また、言語ごとのバージョン管理機能を搭載している。このシステムは、コンテンツ配信シナリオで使用可能であり、HTML、PDF、 Flash/Flex、Silverlightを始めとする出力フォーマットをサポートしている。

## Sitecore Experience Cloud™
クラウドファーストのデジタルエクスペリエンスプラットフォームであり、顧客中心のエクスペリエンスを管理する。統合されたデジタルマーケティングとeコマースツール、コンテンツ管理、機械学習で生成されたインサイトを活用して、あるゆるチャンネルで顧客にパーソナライズされたエクスペリエンスを提供している。
◼Sitecore EXPERIENCE MANAGER
◼Sitecore Experience Platform
◼Sitecore Experience Commerce

## 拡張モジュール
Active Directory モジュール
ユーザー認証の仕組みとして Active Directory と連携を実現するためのモジュール。
Web Form for Marketers モジュール
Sitecore OMS に追加することで Web サイトで情報を収集することが簡易化されるモジュール。
Dynamics CRM モジュール
マイクロソフトが提供している CRM システム、Dynamics CRM と連携することができるモジュール。Web Form for Marketers と合わせて利用することで、問い合わせの内容を CRM に自動的に反映させるなどのことが可能。Dynamics CRM Online にも対応。
SharePoint Connector モジュール
マイクロソフトが提供している SharePoint Server と連携するモジュール。SharePoint Server を外部のデータベースとして利用することができる。SharePoint Online には未対応（2011年5月現在）
Sitecore Azure
マイクロソフトのクラウドプラットフォーム、Windows Azure 上に配信用サーバーを配置し、クラウドを活用して Web サイトを運用が可能になるモジュール。Sitecore CMS にインストールをして利用することが可能。MSN 産経フォトなどで Windows Azure と組み合わせた形で運用されている。
その他
Sitecore Marketplaceで、シェアードソースのモジュールを含めて、サードパーティー製のモジュールを探すことができるようになっている。

## マイクロソフトのSharePointとの関係
Sitecore CMSは、マイクロソフトの主要ウェブベースのコンテンツ管理システムであり、Microsoft Officeプラットフォーム製品である Microsoft SharePointと比較されることが多い。両製品は特定分野において共通する特長を持ってはいるものの、両システムが狙いとするアプリケーション分野は異なっている。マイクロソフトのSharePointが主にイントラネットでの連携シナリオで利用される一方、Sitecore CMSは公開サイトを管理するために利用されることが多い。また、SharePoint Connector を利用することで、イントラネットで展開されている SharePoint と連携ができるため、相互に補完する関係となっている。

## 技術
Microsoft .NET テクノロジーに基づいて構築されたSitecoreは、ウェブサイトの訪問者に対しページをダイナミックに配信する動的 Web CMS となっている。パフォーマンスを向上させるために、生成した画像をファイルとしてキャッシュをする機能や、ASP.NET のコントロールキャッシュなどを直接利用することができるようになっている。
Sitecoreのアーキテクチャは、様々なデータプロバイダの利用を可能にする。Sitecoreが現在サポートしているデータプロバイダには以下が含まれる。
- Microsoft SQL Server
- Oracle
- MySQL

## 顧客とパートナー
Sitecoreは、マイクロソフト 認定ゴールドパートナーであり、2004年マイクロソフトISVパートナー・オブ・ザ・イヤーを受賞した。
マイクロソフト、Sara Lee、Siemens、Toshiba、Omni Hotels、Computer Associates、WebTrendsを始めとする、2000を超える企業がSitecoreソフトウェアを利用している。Sitecoreの顧客である Atlanta Falconsチームは、そのウェブサイトで、InfoWorld 社の2007年100プロジェクト・オブ・ザ・イヤーを受賞した。Sitecoreの顧客ボール州立大学は、ベスト・サイト・オブ・ザ・イヤーを始めとする著名な賞を受賞している。
Sitecoreの認定実装パートナーは、世界各地300以上に広がっている。日本では、2011 年 4 月現在で11社がパートナー認定されている。Sitecoreソフトウェアは、教育、金融、政府、医療、製造、非営利、サービス、技術、旅行、娯楽など、様々な業界で導入されている。